# I-No
I-No (イノ Ino?) es un personaje ficticio de la serie de videojuegos de Guilty Gear. Aparece por primera vez en Guilty Gear XX: The Midnight Carnival tanto como jefa final del juego y como personaje jugable. Dentro de la historia del juego se sabe muy poco sobre esta chica, su perfil en el modo historia solo consta de la palabra "Desconocido" por toda la pantalla, pero uno de los datos importantes que se sabe es que ella es sirviente del misterioso personaje conocido como "Ese Hombre" a quien obedece ciegamente. Durante los sucesos de Guilty Gear XX I-No muestra un gran placer atormentando a la pobre Dizzy.

## Historia
El primer registro que se tiene de I-No dentro de la historia de Guilty Gear es durante la gran guerra conocida como "Las Cruzadas" en el año 2173, es ahí donde conoce a Sol Badguy y a Ky Kiske por primera vez, durante una misión de la Orden de Caballeros Sagrados a una pequeña villa devastada por lo Gears. Al llegar a la villa encuentran a I-No quien misteriosamente es la única sobreviviente al ataque. Al verla por primera vez Sol sospecha de I-No e intenta atacarla inmediatamente, argumentando que ella esconde algo y lo oculta fingiendo inocencia.

### Guilty Gear XX: The Midnight Carnival
Durante los sucesos de Guilty Gear XX, I-No vuelve a aparecer para provocar caos y confusión entre los demás personajes, poniéndolos unos en contra de los otros, circulando listas falsas de recompensas y especialmente haciéndole pasar un mal rato a Dizzy. Cuando se le pregunta por qué hace todas esas cosas tan terribles, ella contesta que lo hace con el fin de eliminar a aquellos que se interpongan en el camino de su maestro. Sin embargo "Ese Hombre" deja en claro que las acciones de I-No no son lo que él deseaba, asegurando que las personas que ella ha lastimado son de vital importancia para sus planes y para el bienestar de la Tierra, por lo cual procede a castigarla severamente.